# マツダ・T600

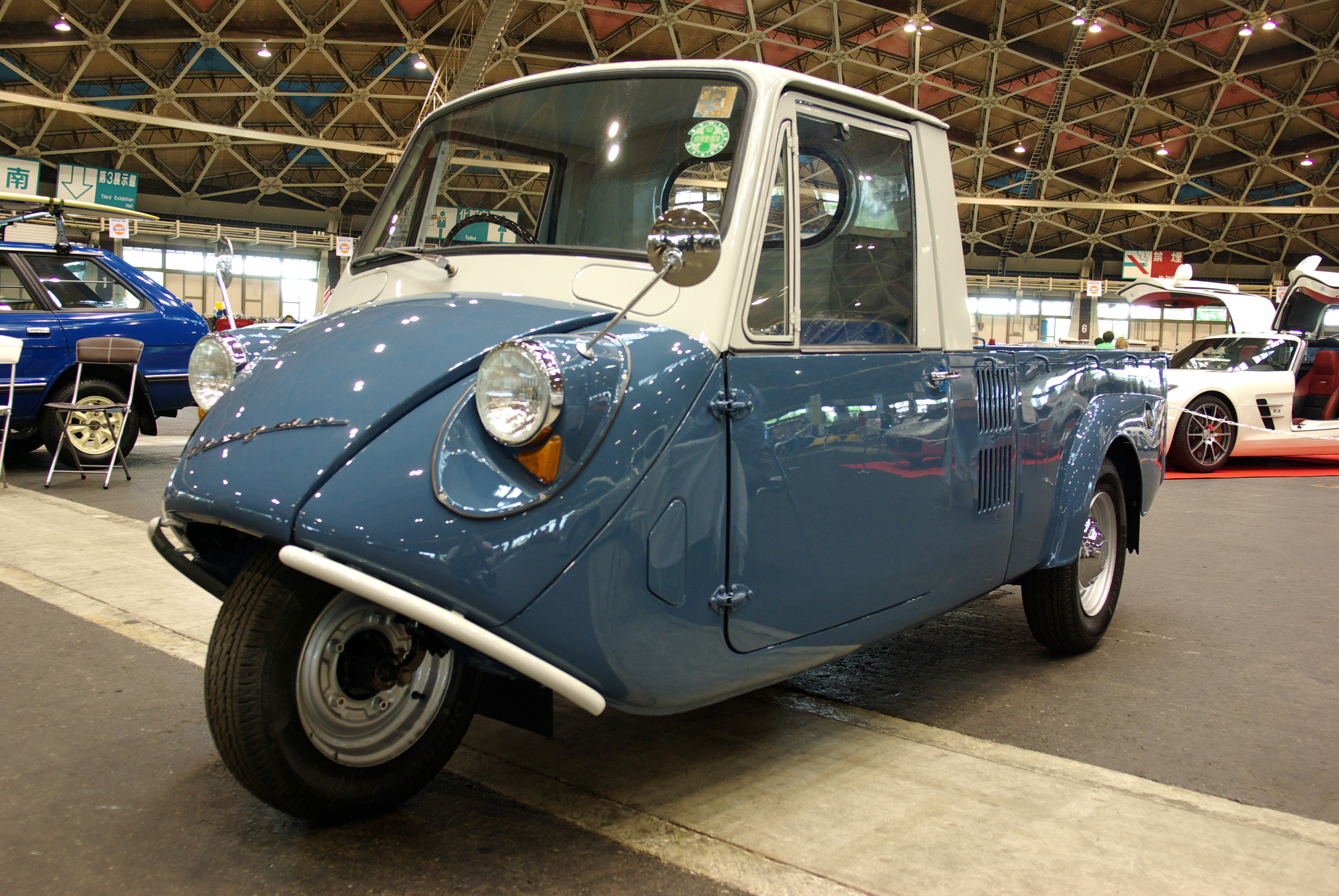
マツダT600 1968年式（名古屋市国際展示場（ポートメッセなごや）にて）

マツダ・T600は東洋工業（現マツダ）が、かつて生産・販売していた小型三輪トラック（オート三輪）である。

## 歴史
- 1959年（昭和34年）6月、K360の荷台長と排気量を拡大したモデルとして発売。
- 1962年（昭和37年）、K360と同様のマイナーチェンジ。
- 1964年（昭和39年）、マイナーチェンジ。これもK360同様、屋根がスチール化される。
- 1970年（昭和45年）9月、生産終了。在庫対応分のみの販売となる。
- 1971年（昭和46年）3月、販売終了。

なお、この車両とK360、及びマツダ・B360は1960年代にミャンマーに輸出され、その後は1990年代中期頃まで現地生産が行われていたため、ミャンマー国内では現在でも現役の車両が多数見られるという。
また韓国でも起亜産業(現：起亜(株))により｢キアマスター・T600｣として生産されており、大韓民国登録文化財に登録(No.400)されている。

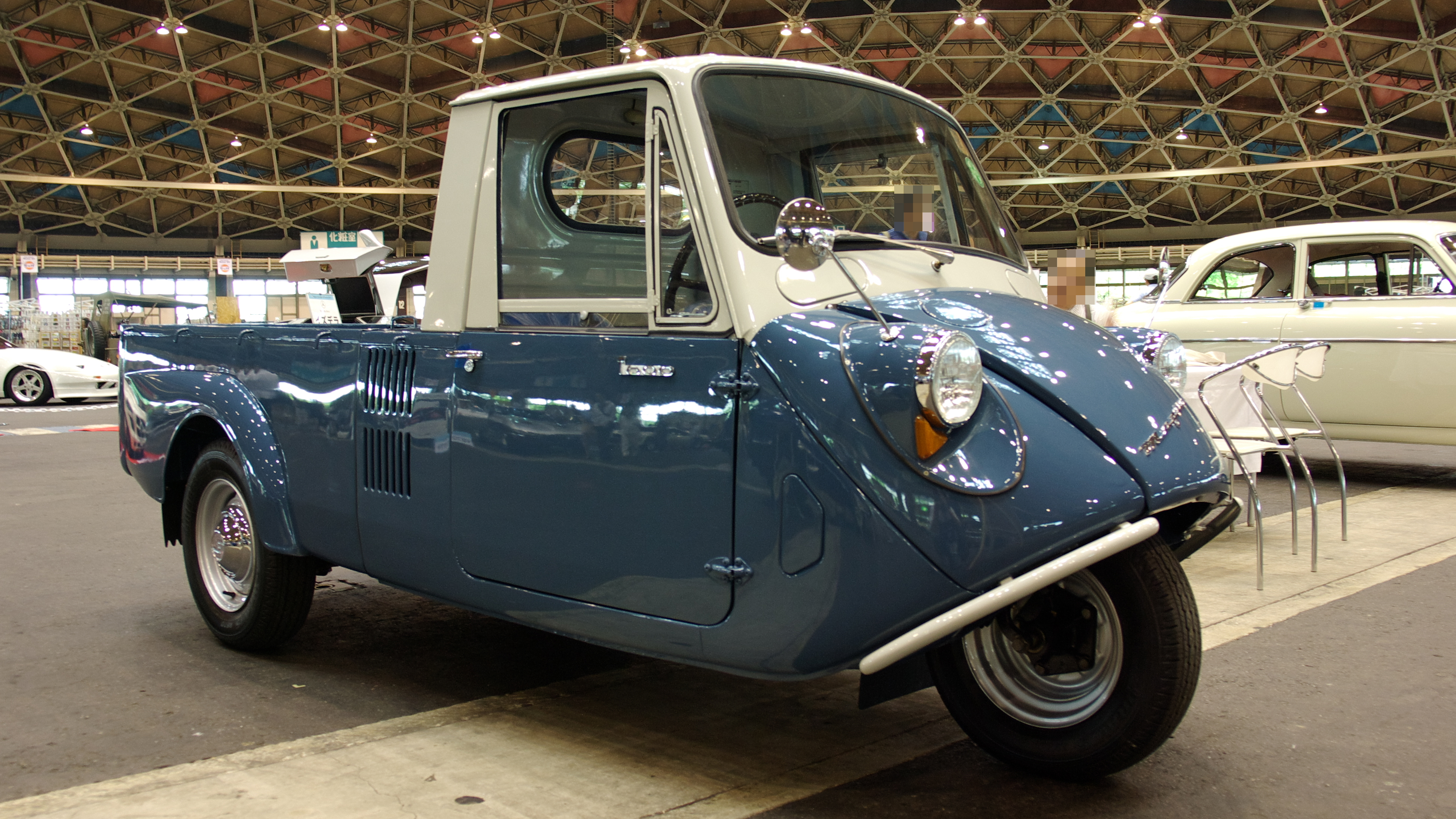
右側面
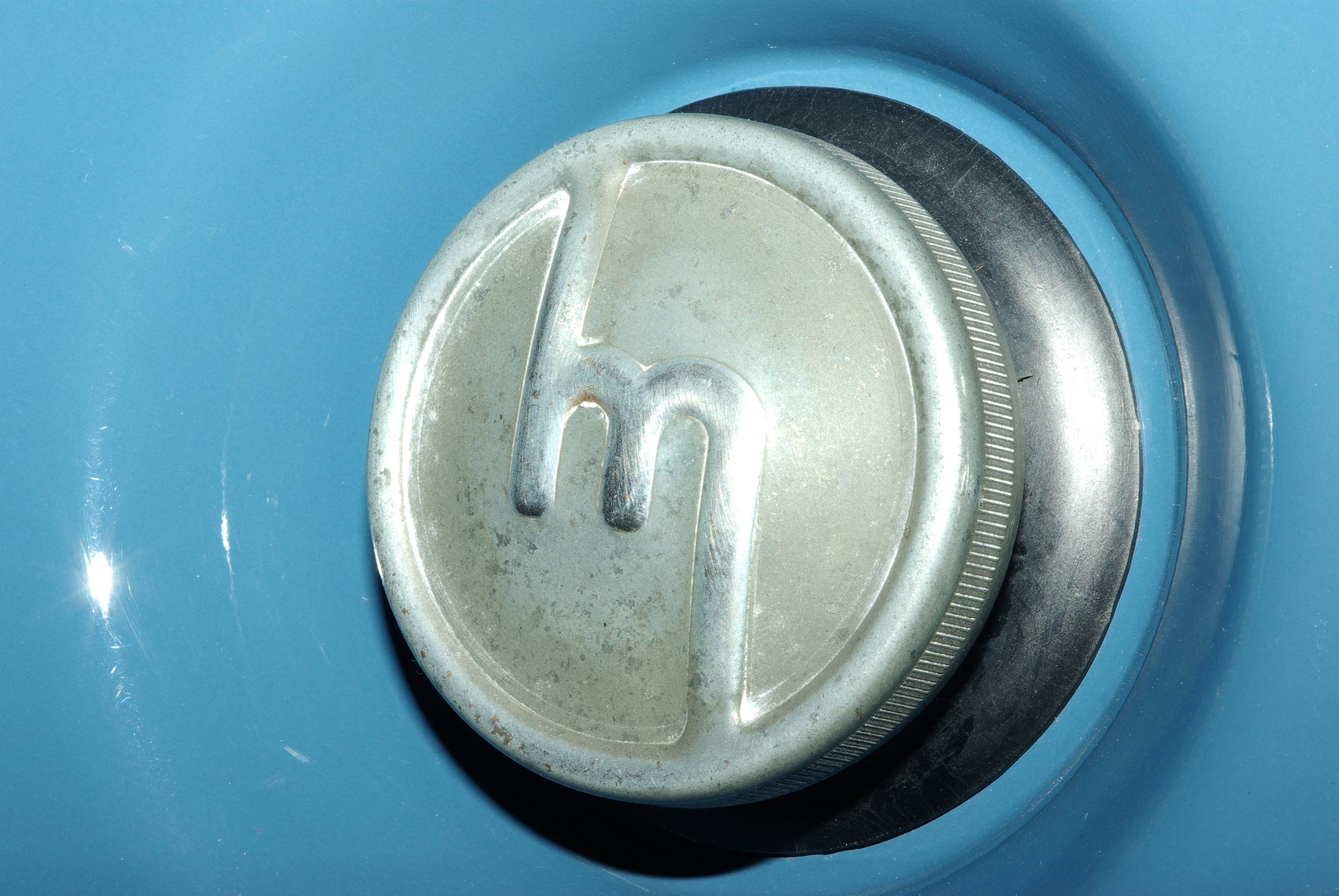
給油口
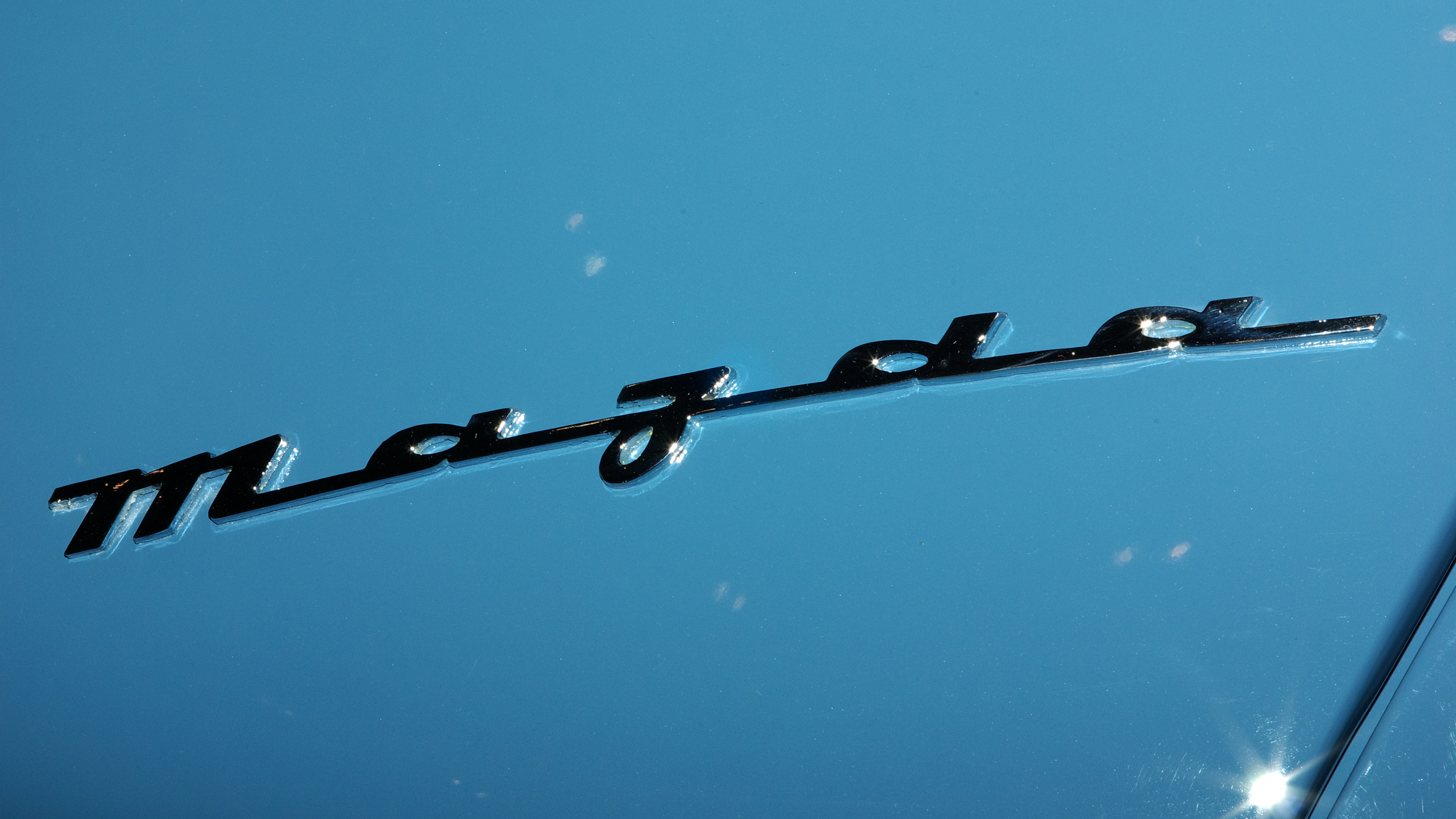
車体前面のマツダマーク
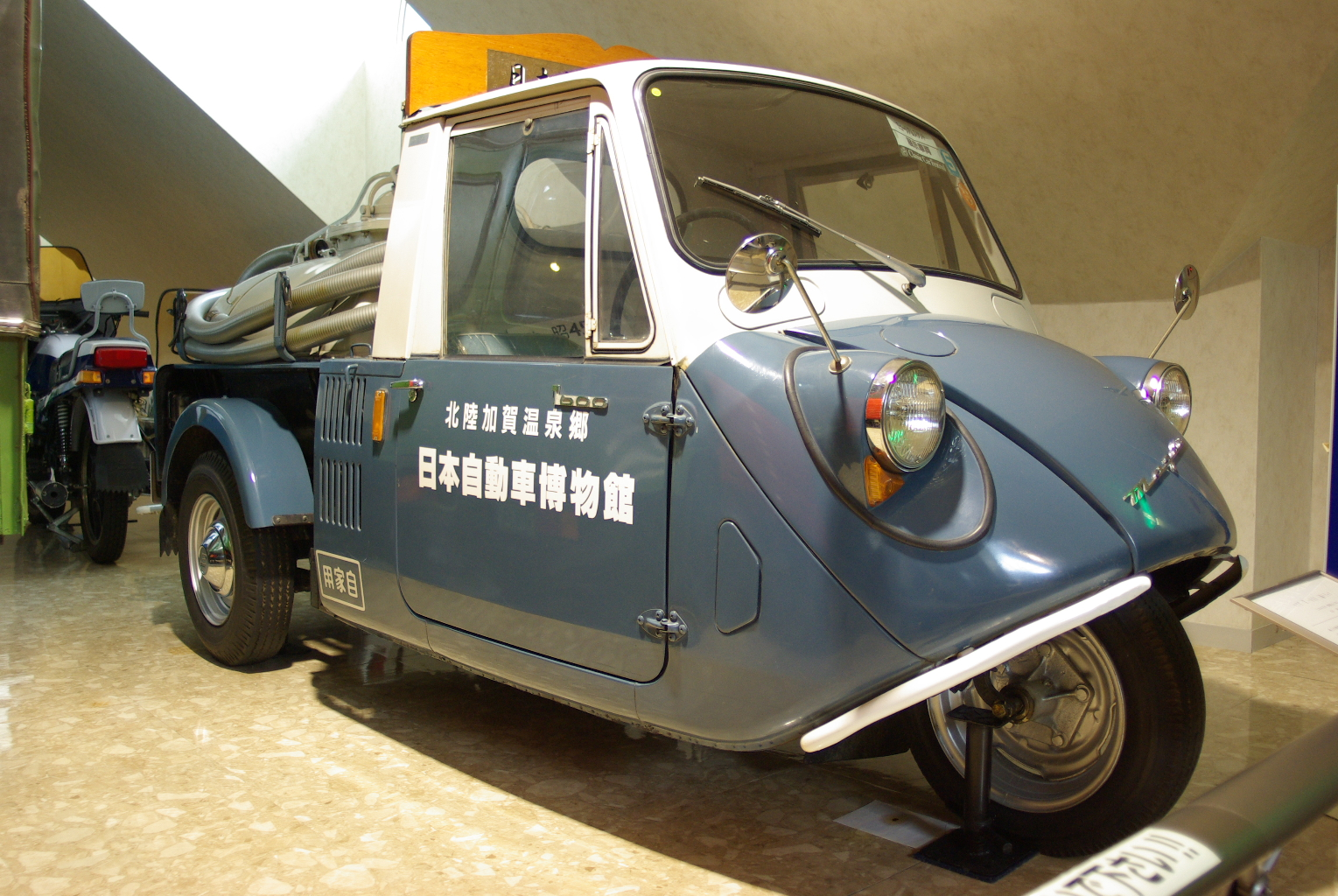
バキュームカー仕様。日本自動車博物館蔵